# Khata
Khata (arabiska: خَطَأ) är ett begrepp inom islam som närmast betyder misstag, att människan handlar felaktigt. Khata kan i vissa hänseenden jämföras med kristendomens synd. Khata har två olika betydelser, den ena är att man begår ett misstag utan avsikt, och den andra är synd (ithm och dhanb på arabiska). Uttrycket khata har i islamiska regler (ahkam) nämnts inom kategorierna ijtihad, taqlid, renhet, salah, sawm och hajj med flera.